# Selaginella setchellii
Selaginella setchellii är en mosslummerväxtart som beskrevs av Otto Christian Schmidt. Selaginella setchellii ingår i släktet mosslumrar, och familjen mosslummerväxter. Inga underarter finns listade i Catalogue of Life.